# بلاتسا (توتین)
بلاتسا (به صربی: Blaca) یک منطقهٔ مسکونی در صربستان است که در توتین، صربستان واقع شده‌است. بلاتسا ۳۳ نفر جمعیت دارد.